# Crazy Sexy Wild
Tu și eu
Singles de Inna
Caliente
(2012) INNdiA
(2012)
Crazy Sexy Wild (ou Tu și eu) est une chanson de l'artiste roumaine Inna sortie le 22 mai 2012. La chanson est écrit par Sebastian Barac, Marcel Botezan, Radu Bolfea plus connu sous le nom de scène Play & Win. Pour la première fois diffusé en mai 2012 sur le site de partage YouTube, le single est disponible sur itunes en juin 2012. Tu și eu est le titre de la chanson de son pays d'origine en Roumanie, interprétée en anglais.

## Collaborations
- Inna - Chanteuse
- Play & Win – Parolier, arrangement, coproduction

## Formats et liste des pistes
Tu și eu (Official Versions)
1. Tu și eu (Radio Edit with Intro) - 3:06
2. Tu și eu (Radio Edit) - 3:06

Crazy Sexy Wild (Official Versions)
1. Crazy Sexy Wild (Original Version) - 3:00

## Classement par pays
Tu și eu
| Classement (2012)           | Meilleure position |
| --------------------------- | ------------------ |
| Roumanie (Romanian Top 100) | 5                  |

## Historique de sortie
| Pays     | Date         | Format                 | Label          |
| -------- | ------------ | ---------------------- | -------------- |
| Roumanie | 11 juin 2012 | Téléchargement digital | Roton Roumanie |